# Gilchrist Olympio
Pour les articles homonymes, voir Olympio.
Gilchrist Olympio, surnommé « le maréchal », est un homme politique togolais. Fils du père de l'indépendance Sylvanus Olympio et longtemps opposant au régime dictatorial de Gnassingbé Eyadema, il est président de l'Union des forces de changement, un parti politique allié au régime depuis 2010 dans un accord de gouvernement.

## Biographie

### Famille et origine
Gilchrist Olympio est né le 26 décembre 1936 à Lomé, fils de Sylvanus et Dinah Olympio, il est le troisième d'une fratrie de cinq enfants. Il est marié et père d'une fille.
Descendant d'une grande famille métisse de l'élite Éwé du sud du Togo et du Ghana, son grand-père d'origine brésilienne, Epiphanio Elpidio Olympio, était un riche commerçant. Son père Sylvanus Olympio, homme politique, figure emblématique de la lutte pour l'indépendance du Togo et premier président de la République indépendante du Togo, est mort assassiné lors du coup d'État de 1963,.

### Éducation
Gilchrist Olympio fait ses études primaires à l’école de la mission catholique Notre-Dame du Sacré-Cœur de Lomé puis les études secondaires à Accra à l'école secondaire d’Achimota (anciennement appelée « Princes of Wales College »).
Il entre brièvement en 1958 au Hamilton College aux États-Unis pour des études de mathématiques et de philosophie, puis rejoint l'année suivante la London School of Economics and Political Sciences au Royaume-Uni où il étudie l'économie et la comptabilité pour obtenir en 1962 un master en économie monétaire. En 1965, Gilchrist Olympio obtient un doctorat en sciences économiques à l'université d’Oxford.

## Carrière professionnelle
Gilchrist Olympio commence sa carrière professionnelle en 1963 comme économiste au département des études fiscales et financières du Secrétariat général des Nations unies à New York. L'année suivante, en 1964, il rejoint le Fonds monétaire international (FMI) comme cadre au département Afrique, puis comme maître de conférence à l'institut du FMI.
En 1970, il est engagé au groupe minier et financier Lonrho Limited (Londres) comme directeur chargé du développement du groupe et de ses opérations boursières en Afrique.
Dès 1977, il se met à son propre compte comme chef d’entreprise, actionnaire et dirigeant de différentes sociétés industrielles et agro-industrielles en Côte d'Ivoire et au Ghana. En Côte d'Ivoire, il est président-directeur général de SIA Auto, une concession de la marque Volkswagen créée en association avec des partenaires allemands, et de Construction métallique Tropical (CMT), une fonderie de citernes métalliques créée avec des associés français. Au Ghana, il est propriétaire de Abosso Glass, une usine de fabrication de bouteilles en verre pour les brasseries de la sous-région.
De 1987 à 1989, il est enseignant visiteur (academic visitor) à la London School of Economics.
Les affaires de Gilchrist Olympio, prospèrent dans les années 1980 mais périclitent ensuite les unes après les autres. En Côte d'Ivoire, les associés allemands se retirent de SIA Auto et la CMT est abandonnée par les associés français lors de la crise politico-militaire de ce pays. Au Ghana, Abosso Glass cesse toute activité à la suite de grèves et d'occupations d'usines à répétition avant d'être repris par l'État ghanéen en 2002,.

## Politique togolaise

### L'héritier de l'ablodé en exil et le mythe du terroriste
Dans le sillage de son père, le jeune Gilchrist Olympio s'implique dans les années 1957 avec les leaders du CUT et de la Juvento dans les campagnes qui ont mené au référendum pour l'indépendance en 1958. Après ses études universitaires et quelques années après l'assassinat de son père en 1963, Gilchrist Olympio, héritier de l'ablodé (indépendance en mina) aux yeux des Togolais, entre en opposition ouverte au régime de Gnassingbé Eyadema. En exil, il crée en 1967 le Mouvement togolais pour la démocratie (MTD). S'il existe très peu de sources sur les activités politiques menées, Gilchrist Olympio est cité comme parmi les commanditaires de plusieurs actions de déstabilisation du régime togolais : 
- en 1977, un commando de mercenaires débarque au Togo pour un coup de force, mais l'opération est éventée par des services diplomatiques occidentaux deux jours avant son exécution prévue le 15 octobre 1977[6] ;
- en 1985, une série d'attaques à la bombe à Lomé (les 3, 17, 24 août, le 24 septembre et le 4 décembre) est attribuée au MTD de Gilchrist Olympio et au Front national de libération du Togo (FNLT)[7] ;
- en 1986, un assaut mené par un commando d'opposants armés et infiltré depuis le Ghana fait plusieurs victimes mais est déjoué, et en vertu d’un accord de défense, le Togo sollicite l’aide militaire française [8], [9],[10].

Gilchrist Olympio nie les faits mais il fait l'objet de mandats d'arrêt internationaux lancés par le Togo et est condamné à mort par contumace le 20 décembre 1986 par la haute cour de justice de Lomé.

### Bref retour d'exil, création de l'UFC et attentat de Soudou
L'ouverture du régime togolais au multipartisme après les soulèvements populaires de 1990 donne l'occasion à Gilchrist Olympio de rentrer au Togo, après 25 années d’exil, pour participer à la Conférence nationale souveraine dans le processus de démocratisation du pays. Le 7 juillet 1991, il est accueilli dans la liesse par des milliers de partisans à la frontière Togo-Ghana d'Aflao et son cortège met plusieurs heures pour parcourir la dizaine de kilomètres afin de rejoindre la maison familiale Olympio.
En février 1992, il participe à la création de l’Union des forces de changement (UFC), née de la fusion de plusieurs partis politiques. Il en est désigné président national par ses pairs.
L'euphorie est de courte durée car le 5 mai 1992, le convoi de Gilchrist Olympio est victime d’une agression armée à Soudou (une localité de la préfecture d'Assoli dans la région de Kara) . Cette agression fait 12 morts parmi les militants de l’UFC, dont le vice-président Marc Attidépé, et 27 blessés graves dont Gilchrist Olympio qui a eu la vie sauve seulement grâce à son évacuation au Bénin proche puis à Paris. L’enquête diligentée par la Fédération internationale des droits de l’homme (FIDH) désigne le colonel Ernest Gnassingbé, fils d’Eyadéma comme conduisant l’attentat ,.

### Candidature aux élections présidentielles
En 1993, la candidature de Gilchrist Olympio est rejetée à la première élection présidentielle pluraliste depuis l'indépendance. Le motif invoqué par le régime est la non-conformité de son certificat médical, délivré par des médecins français du Val-de-Grâce et de l’Hôpital américain à Paris, au lieu de médecins togolais à Lomé.
En 1998, la candidature de Gilchrist Olympio est validée pour l'élection présidentielle. Alors que le dépouillement lui donnait une large avance sur son adversaire Gnassingbé Eyadéma, ce dernier fait arrêter le décompte des voix et se fait proclamer vainqueur dès le premier tour avec 52,13 % des voix. Cette proclamation est faite par le ministre de l’intérieur et de la sécurité, en lieu et place de la Commission électorale nationale indépendante dont la plupart des membres, y compris la présidente ont été contraints à la démission. Selon le rapport d'observation de l'Union européenne « l'arrêt du décompte des résultats dans la commune de Lomé et l’interruption simultanée de la transmission des résultats des CEL vers la CEN ont fait sortir définitivement le processus électoral de son cadre légal » 
En 2003 et en 2005, Gilchrist Olympio ne peut se présenter aux élections présidentielles à la suite de la modification unilatérale de la Constitution en 2002 par l'assemblée monocolore RPT. Les modifications de la constitution instaurent en effet qu’un candidat à l’élection présidentielle doit vivre sur le sol togolais l’année précédant l’élection. Or depuis l'agression de Soudou, Gilchrist Olympio ne réside plus au Togo.
Pour les élections présidentielles de 2010, les accords de Ouagadougou permettent d'assouplir les conditions de résidence. Pourtant, le 14 janvier 2010, un jour avant la clôture des dossiers de candidature, Gilchrist Olympio annonce qu'il est bloqué aux États-Unis pour des raisons de santé, un mal de dos à la suite d'une chute et ne pourra être à Lomé le 15 janvier à minuit pour déposer sa candidature. Jean-Pierre Fabre, alors secrétaire général de l'UFC, est désigné par le bureau national du parti pour être candidat à l'élection présidentielle et est soutenu par une coalition de plusieurs partis d'opposition, le Front républicain pour l'alternance et le changement (FRAC).

### Des négociations infructueuses à la paix des braves avec le régime
Les mascarades électorales répétées et les violations des droits de l'homme valent au Togo de Gnassingbé Eyadema d'être banni sur le plan international, en l’occurrence, l’Union européenne décide en 1993 de suspendre son aide au Togo pour déficit démocratique et manquements graves aux droits humains. Gilchrist Olympio entreprend des démarches auprès de l’Union européenne pour amener le pouvoir à accepter un dialogue inter-togolais qui donne lieu à la signature de l’accord–cadre de Lomé en juillet 1999. Cet accord censé régler le contentieux électoral né de la présidentielle de 1998, est mort sans donner de fruit.
En 2003, à la suite de l'élection présidentielle très contestée, Gilchrist Olympio intervient devant la commission "Coopération et Développement" du parlement européen pour proposer un plan de sortie de crise. Ses propositions sont principalement la libération des détenus politiques et la constitution d’un gouvernement de transition avec pour mission d’organiser sur la base de l’accord cadre de Lomé tout en proposant à Gnassingbé Eyadema une retraite avec toutes les garanties d’amnistie. Par la suite, à l’ouverture des consultations avec l’Union européenne (UE) sur les conditions de la reprise éventuelle de sa coopération avec le Togo, le gouvernement togolais prend 22 engagements visant au « renforcement du climat démocratique et de l’État de droit dans le pays ». Plusieurs de ces engagements sont restés lettre morte.
En 2005, pendant la crise grave que traverse le pays après le décès de Gnassingbé Eyadema et sa succession violente par son fils Faure Gnassingbé, Gilchrist Olympio participe à des négociations dès le 25 avril 2005 avec Faure Gnassingbé. Avant même que les résultats de l'élection présidentielle du 24 avril ne soient publiés et pendant que le pays sombrait dans la violence, l'objectif de ces négociations organisées par le président Obassandjo du Nigeria, était de mettre en place un gouvernement d'union nationale. Par la suite, une réunion se tient le 19 mai 2005 à Abuja entre des partis de la coalition de l'opposition et le parti au pouvoir afin de leur présenter et leur faire accepter les solutions envisagées par les chefs d'état de la sous-région, c'est-à-dire, outre la constitution d’un gouvernement d’union nationale dirigé par Faure Gnassingbé, la mise en place d’un conseil de sécurité présidé par le chef de l’opposition coalisée, la réforme de l’armée et la garantie de retour aux réfugiés. Au bout de la journée de discussion, c'est le constat d’échec car l'opposition n'accepte pas la volonté des chefs d'état de la sous-région de se satisfaire de la continuité d'un régime qui transmet le pouvoir de père en fils.
Le 21 juillet 2005, la relance du dialogue se fait à Rome où Gilchrist Olympio et Faure Gnassingbé se rencontrent au siège de la Communauté de Sant'Egidio et sous le patronage de celle-ci. Selon le communiqué, il y est décidé, au bout de plusieurs heures de discussion, de s'accorder sur quatre points: la cessation des violences, la libération des prisonniers d’opinion, rendre possible et favoriser le retour des réfugiés et la reprise du dialogue politique. Pour de nombreux togolais, la rencontre de Rome est une grande surprise, certains y voient un traquenard, les voix s'élèvent au sein de la coalition de l'opposition pour accuser Gilchrist Olympio de ne pas avoir d’égard pour ses collègues et de ne pas les associer pas au dialogue avec le pouvoir.
D'autres rencontres se succèdent en novembre 2005 et permettent de reprendre le dialogue inter togolais et d’assoir les bases des négociations de Ouagadougou sous la facilitation du président burkinabé Blaise Compaoré qui donnent lieu à la signature de l’Accord Politique Global (APG) signé à Lomé le 20 août 2006. Cet accord connaît un début d'application, mais Gilchrist Olympio appelle à la non-participation de sa formation politique au gouvernement à la suite de la désignation unilatérale du premier ministre appelé à conduire le gouvernement d'union nationale. Cette décision entraîne une crise dans le parti, le vice-président Amah Gnassingbé menace d'exclure Gilchrist Olympio puis rejoint le gouvernement.
En 2010, aux lendemains de la nouvelle élection présidentielle, alors que les leaders et militants du FRAC manifestent plusieurs semaines pour revendiquer la victoire de Jean-Pierre Fabre, Gilchrist Olympio annonce avoir signé «un accord politique pour une participation à un gouvernement de redressement national, dans un esprit de partage du pouvoir avec le Rassemblement du peuple togolais (RPT)» , parti au pouvoir. Cet accord qui accorde 7 portefeuilles ministériels à l'UFC, suscite un tollé parmi les militants de l'opposition qui dénoncent une trahison . Cette décision unilatérale prise sans concertation avec le bureau national du parti, provoque une grave crise, qui aboutit à la scission du parti et la création de l’Alliance nationale pour le changement (ANC) par Jean-Pierre Fabre et ses compagnons, laissant l'UFC à Gilchrist Olympio et sa garde rapprochée.

### Participation au pouvoir et sanction populaire
Selon l'accord conclu par Gilchrist Olympio avec le régime le 26 mai 2010, l'UFC obtient sept postes ministériels, dont un seul poste de prestige de ministre d’État et des Affaires étrangères et de la Coopération confié à Elliott Ohin, dans le gouvernement de Gilbert Houngbo. Il prévoit aussi que l'UFC nomme des responsables à la tête d'entreprises publiques, des autorités locales ou au sein du corps diplomatique. Gilchrist Olympio ne prend pas lui-même de portefeuille ministériel mais est censé présider une commission chargée de la mise en œuvre des réformes constitutionnelles. Le bilan en cours de chemin de cet accord historique est pourtant maigre et provoque même la démission de Me Djovi Gally, porte parole du parti, pour « divergence politique fondamentale sur l’évaluation de l’accord RPT-UFC du 26 mai 2010 ».
Le partage de pouvoir donne pourtant l'occasion à Gilchrist Olympio de se venger de ses anciens compagnons, en faisant exclure du parlement 9 députés dissidents de l'ANC. En effet, sur les 27 que comptait l'UFC avant la crise, 20 ont rejoint l'ANC. Le lundi 8 novembre 2010, Gilchrist Olympio demande aux dissidents de renoncer à leur mandat pour ne pas « trahir la confiance des électeurs ». Dans une déclaration publique datée du 16 novembre 2010, les 20 députés lui opposent une fin de non-recevoir. Mais le 18 novembre 2010, lors de la plénière de l’Assemblée nationale, le président de l'assemblée Abbas Bonfoh annonce avoir reçu des lettres de démission de 9 députés de l'ANC, et malgré les protestations de ces derniers, les démissions sont entérinées par la Cour constitutionnelle le 22 novembre 2010. Interpelés par l’ANC, le Comité des droits de l’homme des parlementaires de l’Union interparlementaire (UIP) et la Cour de Justice de la Communauté économique des États de l'Afrique de l'Ouest (CEDEAO) ont estimé que les députés n'ont jamais démissionné,.
Aux termes de trois ans de partage de pouvoir, lors des élections législatives du 25 juillet 2013, Gilchrist Olympio et son parti sont sévèrement sanctionnés. Le parti n'obtient que 3 députés contre 27 lors des législatives de 2007,. Malgré cette défaite, Gilchrist Olympio décide de poursuivre sa collaboration avec le régime en obtenant avec trois postes ministériels dans le nouveau gouvernement de Kwesi Ahoomey-Zunu. Cette décision est contestée par des cadres du parti et entraine une nouvelle crise au sein du parti avec l'exclusion des contestataires, dont le député et ancien ministre Oré Djimon et les anciens députés Gbéya Tsimessé et Nicodème Habia.

### Constat d'échec et retrait de la vie politique
Le 27 novembre 2017, sept ans après son ralliement au pouvoir, Gilchrist Olympio annonce son retrait de la vie politique du Togo ,,: « L’avenir de l’UFC, de la contestation politique, et du Togo, devront demain être imaginés et poursuivis par des jeunes hommes et femmes de moins de 80 ans ». Il dresse un bilan négatif de sa participation au pouvoir: « Force est de constater que les termes de cet accord ne sont pas entièrement réalisés. Malgré ces insuffisances, nous avons fait le difficile choix de rester fidèle à notre engagement, conscients du fait que les espérances de changement et notre vision d’un Togo nouveau sont toujours à réaliser ». Et pour sortir de la crise politique que traverse le Togo depuis plusieurs décennies, Gilchrist Olympio propose « un retour aux fondamentaux de la Constitution de 1992 » et demande au président Faure Gnassingbé d’accepter « le principe de ne pas se représenter à la présidentielle de 2020, afin de laisser le champ libre à une consultation démocratique libre ».